# Pseudonympha gaika
Pseudonympha gaika är en fjärilsart som beskrevs av Riley 1938. Pseudonympha gaika ingår i släktet Pseudonympha och familjen praktfjärilar. Inga underarter finns listade.